# Brachytome pitardii
Brachytome pitardii är en måreväxtart som beskrevs av Deva D. Tirvengadum. Brachytome pitardii ingår i släktet Brachytome och familjen måreväxter.
Artens utbredningsområde är Vietnam. Inga underarter finns listade i Catalogue of Life.